# John Howard (Schauspieler, 1952)
John Howard (geboren 22. Oktober 1952) ist ein australischer Bühnen- und Filmschauspieler, der vor allem bekannt ist durch seine Auftritte in Mad Max: Fury Road, SeaChange und All Saints.

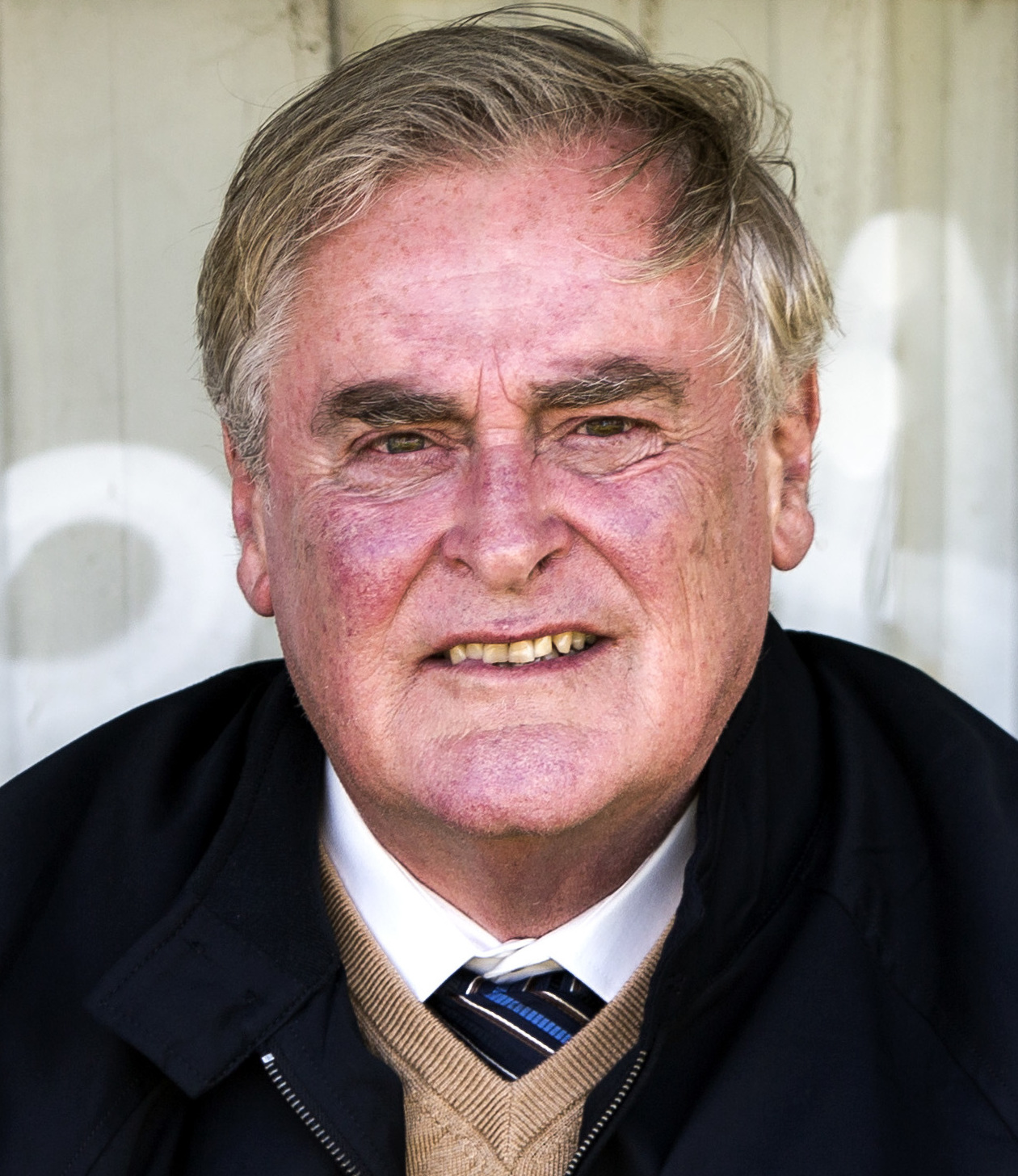
John Howard als Bill Shepard in The Warriors

## Leben
John Howard wurde am 22. Oktober 1952 in Corowa im australischen Bundesstaat New South Wales geboren. Er wuchs zusammen mit seiner Schwester in Warrawee, einem Vorort von Sydney, auf und besuchte die Knox Grammar School. Howard brach sein Medizin- und Jurastudium ab, und begann stattdessen ein Studium am National Institute of Dramatic Art, welches er 1978, unter anderen zusammen mit Robert Grubb, abschloss. Er ist mit Kim Lewis verheiratet. Die beiden haben eine Tochter. Des Weiteren hat Howard einen Sohn aus einer früheren Ehe.

## Karriere
John Howard ist ein viel beschäftigter australischer Film- und Fernsehschauspieler. Zwischen 1979 und 2022 spielte er in über 75 Kinofilmen, Fernsehfilmen und Serien.

### Film
Um nach seinem Studium am National Institute of Dramatic Art eine seiner ersten Rollen im Film The Club zu bekommen, senkte er auf Rat seines Agenten sein Alter. Anschließend spielte er 1988 in Einstein Junior und 1996 in Liebling, bleib wie ich bin. 2001 verkörperte er die Rolle des Edward Piggott in Der Mann, der Gott verklagte. 2006 spielte Howard in Jindabyne – Irgendwo in Australien, 2012 in der Australischen Komödie Until She Came Along und 2015 in dem Actionfilm Mad Max: Fury Road von George Miller, in dem Howard den Charakter des People Eaters übernahm.

### Fernsehserien
Howard spielte außerdem in vielen (vorwiegend australischen) Fernsehserien mit. Den Beginn seiner Serienkarriere läutete er in der Rolle des Bob Scott in Dr. Peter Ramsay - Tierarzt ein. In der australischen Kinderserie The Girl from Tomorrow trat er als Bösewicht Silverthorn, in Wildside als Frank Reily, in Always Greener als John Taylor und in 17 Episoden von Die Chaosfamilie als Tom Jennings auf.
Seine bekanntesten Auftritte hatte er als Dr. Frank Champion in der australischen Arztserie All Saints und als Bob Jelly in SeaChange, dessen Rolle er auch in der 4. Staffel, fast 20 Jahre nach der Originalserie, wieder verkörperte.

### Theater
Neben seinen Auftritten in Film und Fernsehen spielt Howard seit den 80ern zudem in einer Vielzahl von Theaterstücken der Sydney Theatre Company mit. Unter anderen spielte er dort in Der Kirschgarten (1983), The Life and Adventures of Nicholas Nickleby (1983–85), Maß für Maß (1986), Die Nacht vor der Hochzeit (1986), The Rivers of China (1987), Viel Lärm um nichts (1992), Hexenjagd (1991–39), Leben des Galilei (1996), The Recruit (2000). Außerdem führte er bei einigen Stücken Regie. Howard war von 1992 bis 1996 stellvertretender Direktor der Sydney Theatre Company.

## Auszeichnungen
1991 wurde Howard bei den Sydney Critics Circle Awards für den besten Bühnenschauspieler ausgezeichnet. 1992 und 2009 erhielt er den Variety Club of Australia Stage Actor Award. Zudem erhielt er die Centenary Medal for Service to the Arts and the Community.
2001 wurde John Howard mit dem Silver Logie in der Kategorie: Most Outstanding Actor für seine Rolle in SeaChange ausgezeichnet.